# Jesús Silva-Herzog Flores
Jesús Silva-Herzog Flores (Mexico-Stad, 8 mei 1935 – aldaar, 6 maart 2017) was een Mexicaans politicus en econoom van de Institutioneel Revolutionaire Partij (PRI).
Herzog was de zoon van Jesús Silva Herzog Márquez. Hij studeerde economie aan de Nationale Autonome Universiteit van Mexico (UNAM) en aan Yale University. Van 1963 tot 1969 was hij docent economie aan de UNAM en later het Colegio de México. In 1977 werd hij directeur van de Banco de México.  In 1979 werd hij onderminister van haciënda onder president José López Portillo en vervolgens minister van haciënda onder Miguel de la Madrid. Van 1993 tot 1994 was hij minister van toerisme.
In 2000 deed hij een poging burgemeester van Mexico-Stad te worden, maar hij werd derde in de verkiezingsuitslag achter Andrés Manuel López Obrador en Santiago Creel.
- Catàleg d'autoritats de noms i títols de Catalunya: 981058614164006706
- CiNii: DA06446046
- Gemeinsame Normdatei: 1197918663
- International Standard Name Identifier: 0000 0000 8470 3862
- Library of Congress Control Number: n82095012
- Virtual International Authority File: 112468689
- WorldCat: E39PBJh4qcfkCH9c93y3qkYQMP